# Pallavolo ai IV Giochi asiatici - Torneo femminile
Il I campionato di pallavolo femminile ai Giochi asiatici si è svolto nel 1962 a Giacarta, in Indonesia, durante i IV Giochi asiatici. Al torneo hanno partecipato 4 squadre nazionali asiatiche e la vittoria finale è andata per la prima volta al Giappone.

## Squadre partecipanti
- Corea del Sud
- Filippine
- Giappone
- Indonesia

## Classifica finale
| Classifica | Squadre       |
| ---------- | ------------- |
|            | Giappone      |
|            | Corea del Sud |
|            | Indonesia     |
| 4          | Filippine     |